# District Goedermesski
Het district Goedermesski (Russisch: Гудермесский район; [Goedermesski rajon], Tsjetsjeens: Гуьмсен кlошт, Gümsan khoşt) is een district (rajon) in het zuidoosten van de Russische autonome republiek Tsjetsjenië. Volgens de Russische volkstelling van 2002 woonden er 71.082 mensen, de bevolking van het bestuurlijk centrum Goedermes niet meegerekend.
Goedermes vormt het economische hart van het district met spoorlijnen naar de steden Mozdok, Grozny, Astrachan en Bakoe.
Er bevindt zich een centraal districtziekenhuis; een stadshospitaal in Goedermes en daarnaast vier districtziekenhuizen in Ojschara, Engel-Joert, Gerzel-Aoel en Chosjkeldy. Volgens verklaringen zouden de staatsgezondheidsdiensten er het beste zijn van de hele republiek Tsjetsjenië. De geboortecijfers liggen ook het hoogst in Goedermes (27 per 1000 inwoners). Er zijn een paar gevallen van hiv, maar tuberculose komt er veel voor.